# 佩德纳莱斯 (比斯开省)
佩德纳莱斯（西班牙語：Pedernales）是西班牙巴斯克自治区比斯开省的一个市镇。总面积2平方公里，总人口325人（2001年），人口密度163人/平方公里。